# Associazione Calcio Cantù 1940-1941
Questa voce raccoglie le informazioni riguardanti l'Associazione Calcio Cantù nelle competizioni ufficiali della stagione 1940-1941.

## Rosa
| N. |                   | Ruolo | Calciatore        |
| -- | ----------------- | ----- | ----------------- |
|    | Italia (bandiera) | D     | Angelo Ballerini  |
|    | Italia (bandiera) | D     | Oreste Barale     |
|    | Italia (bandiera) | A     | Luigi Bianchi     |
|    | Italia (bandiera) | C     | Luigi Biassoni    |
|    | Italia (bandiera) | D     | Adelino Borghi    |
|    | Italia (bandiera) | C     | Giovanni Brioschi |
|    | Italia (bandiera) | P     | Carlo Cappelletti |
|    | Italia (bandiera) | D     | Giuseppe Erba     |
|    | Italia (bandiera) | A     | Carlo Maggi       |

| N. |                   | Ruolo | Calciatore        |
| -- | ----------------- | ----- | ----------------- |
|    | Italia (bandiera) | A     | Aldo Morosini     |
|    | Italia (bandiera) | D     | Erminio Ordanini  |
|    | Italia (bandiera) | D     | Gaetano Pasinelli |
|    | Italia (bandiera) | D     | Ambrogio Sacchi   |
|    | Italia (bandiera) | P     | Carlo Siliprandi  |
|    | Italia (bandiera) | A     | Mario Tagliabue   |
|    | Italia (bandiera) | A     | Paolo Viganò      |
|    | Italia (bandiera) | C     | Ugo Zoppi         |